# SOL (portal)
 For alternative betydninger, se SOL. (Se også artikler, som begynder med SOL)
SOL, oprindeligt et akronym for Scandinavia OnLine, var en Dansk internetportal oprettet i 1997. SOL tilbød gratis tjenester typiske for datidens internetportaler, blandt andet søgning, nyheder, gratis email, debatfora, og personlige profilsider. 
Portalen var i 2001 hovedsageligt ejet af Schibsted, Telia, og Telenor, da de solgte deres samlede 76% andel til svenske Eniro. Eniro drev SOL videre i en årrække men nedlagde i 2005 SOL som selvstændig portal og side, og brugte adressen til at omdirigere til deres egen portal med et lille SOL logo hvor eksisterende SOL-brugere kunne tilgå deres mail. Efter Eniro købte Krak omdirigerede sol.dk i en periode til denne, igen med et lille bibeholdt SOL logo. 
Eniro solgte SOL fra i 2014, og SOL er i dag en ren email-tjeneste for betalende brugere, ejet af det norske Inbox.com AS. 